# Daozang
Daozang (kinesiska: 道藏, pinyin: Dàozàng, "Den daoistiska skattkammaren") är den daoistiska kanon. Daozang, som första gången sammanställdes under 400-talet, består i den idag mest spridda versionen av närmare 1500 skrifter. 
Det var först under 400-talet som dessa daoistiska skrifter samlades, och det skedde efter kejserligt påbud. Det hade förvisso redan cirkulerat heliga skrifter, som till exempel Taipingjing, men ingen hade försökt sammanställa alla viktiga manuskript förrän nu. Det var den daoistiska mästaren Lu Xiujing som fick detta uppdrag och han blev färdig år 471. Det var dock inte den enda utgåvan. Genom åren har flera sammanställningar av taoistiskt material gjorts och den sista blev utgiven 1977 i Taiwan med ett omfång av 60 volymer.

## Innehåll
Innehållet i Daozang består av flera olika ämnen, till exempel självbiografier, medicin, magiska ritualtexter, mytologisk geografi, hälsorelaterat material, antologier, hymner, Yijing, olika meditationstekniker, moraliska funderingar och alkemiska traktat.

## Uppdelning
Enkelt uttryckt kan det sägas att Daozang är indelad i två delar, de tre grottorna (dong) samt de fyra tilläggen (fu). Dessa delar är sedan i sin tur även uppdelade. Angående de tre grottorna så kan det finnas skäl att misstänka att denna översättning inte är helt korrekt. Dong kan förvisso betyda just grotta, och det finns forskare som hävdar att orsaken till att de blivit benämnda grottor är en idé om att författarna till dessa texter var eremiter som bodde i just grottor. Men då dong även kan betyda mystisk eller outgrundlig kanske man frångår den egentliga betydelsen och missar själva kärnan.
De tre grottorna är av tidigare datum än de fyra tilläggen. Orsaken till att man delat upp dessa textsamlingar i just tre sektioner anses vara buddhistiskt inflytande. Men även om buddhismen var inflytelserik i detta avseende så är det inte omedelbart särskilt uppseendeväckande. Man kan tänka sig att buddhismens kanon, Tipitaka (den trefaldiga korgen), varit den främsta källan till inspiration, men så är inte fallet. Denna har naturligtvis tre uppdelningar, men de handlar om olika aspekter av den buddhistiska läran (predikningar, regler samt kunskap) vilket markant skiljer sig från de tre grottornas uppdelningar, inte i inriktningar, utan i taoistiska skolor. Om man istället konsulterar de buddhistiska ’vagnarna’ (yanas), kan man lättare se sambandet. 
Förutom uppdelningen i tre sektioner finns det en ytterligare uppdelning i tolv underavdelningar. De tre grottorna hade blivit inspirerade inte av den buddhistiska kanon utan av dess yanas, men så förhåller det sig inte här. De tolv underavdelningarna har därmed blivit inspirerade av den buddhistiska kanon. Men naturligtvis finns det en skillnad. Buddhisternas uppdelning baserades på olika genrer av Buddhas predikningar tar inte upp regler, tekniker etc. Detta tar däremot taoisterna upp i sin motsvarighet. På detta sätt kan man säga att taoisterna endast blev inspirerade av principen med de tolv uppdelningarna och hämtade inspirationen till själva ämnena annorstädes – om de alls hämtade inspiration utifrån. 
De tre grottorna och deras tolv underavdelningar är inte det enda Daozang består av. Det existerar även fyra tillägg (si fu). Dessa tillägg anses av vissa vara av tidigare datum än de tre grottorna, men blev inte hopsamlade förrän, minst, hundra år efter den första katalogiseringen av de taoistiska skrifterna. Tilläggen har trots detta, paradoxalt nog, ändå till uppgift att verka som ett förtydligande och fördjupande av de tre grottornas innehåll. De tre första tilläggen hör till dessa tre grottor. Det fjärde tillägget står för sig själv och, på grund av sitt innehåll – de Himmelska Mästarnas Taoism, anses det vara ett tecken på att denna gren av taoismens blivit socialt accepterad.